# Vârful Coasta lui Rus, Munții Parâng
Coasta lui Rus este un vârf montan situat în munții Parâng, care are o altitudine de 2.301 m. Accesul pe vârf se poate face dinspre șaua Ghereșu (vest) sau dinspre șaua Piatra Tăiată (sud) fiind la mică distanță de traseul de creastă. De pe vârf coboară către nord, o potecă marcată, până în șaua Huluzu și mai deperte către Obârșia Lotrului.

## Galerie foto

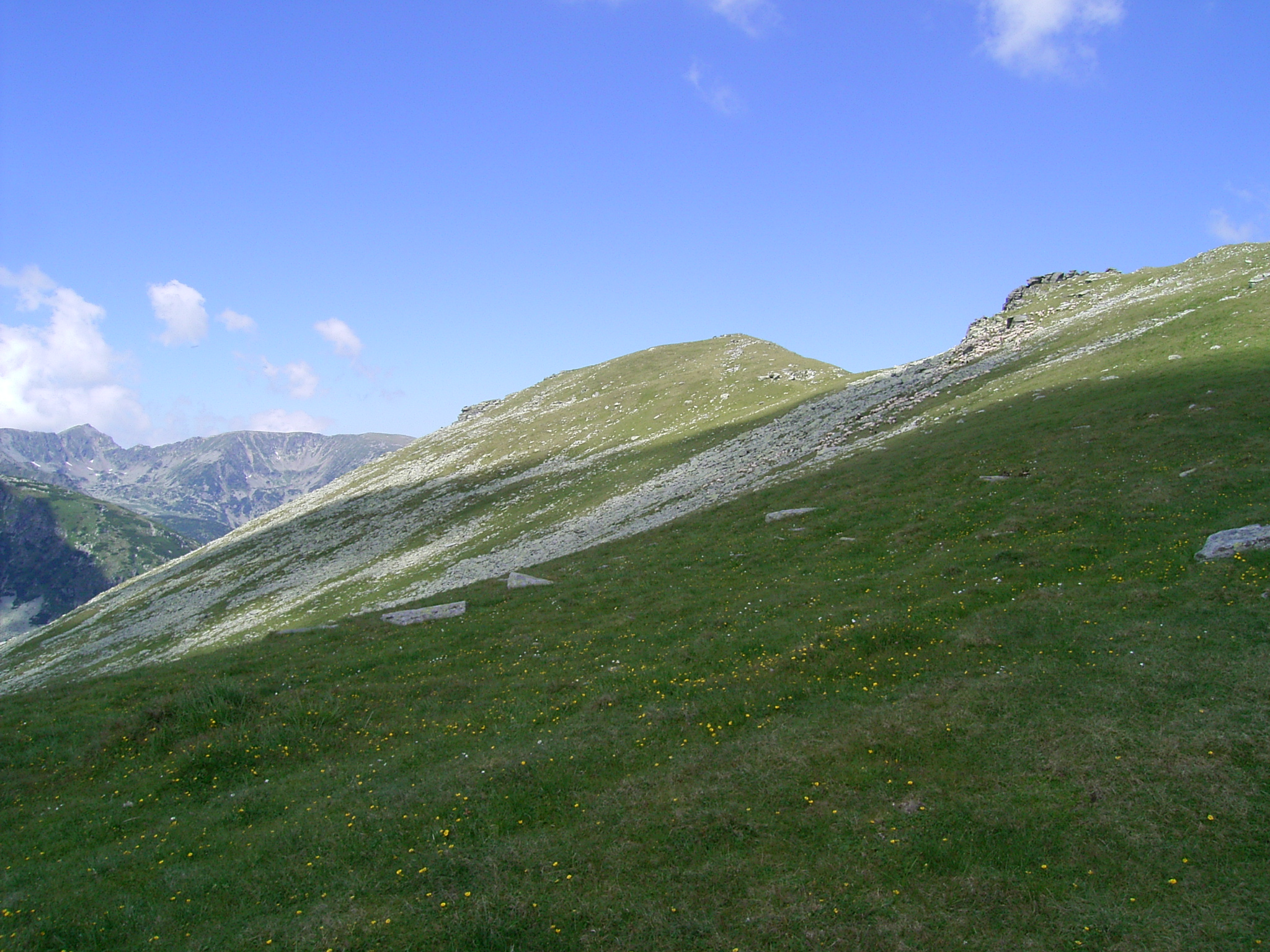
Vârful Coasta lui Rus